# La Neuville-Housset
La Neuville-Housset è un comune francese di 65 abitanti situato nel dipartimento dell'Aisne della regione dell'Alta Francia.

## Società

### Evoluzione demografica
Abitanti censiti